# Pavel Ferdinand Lanštják

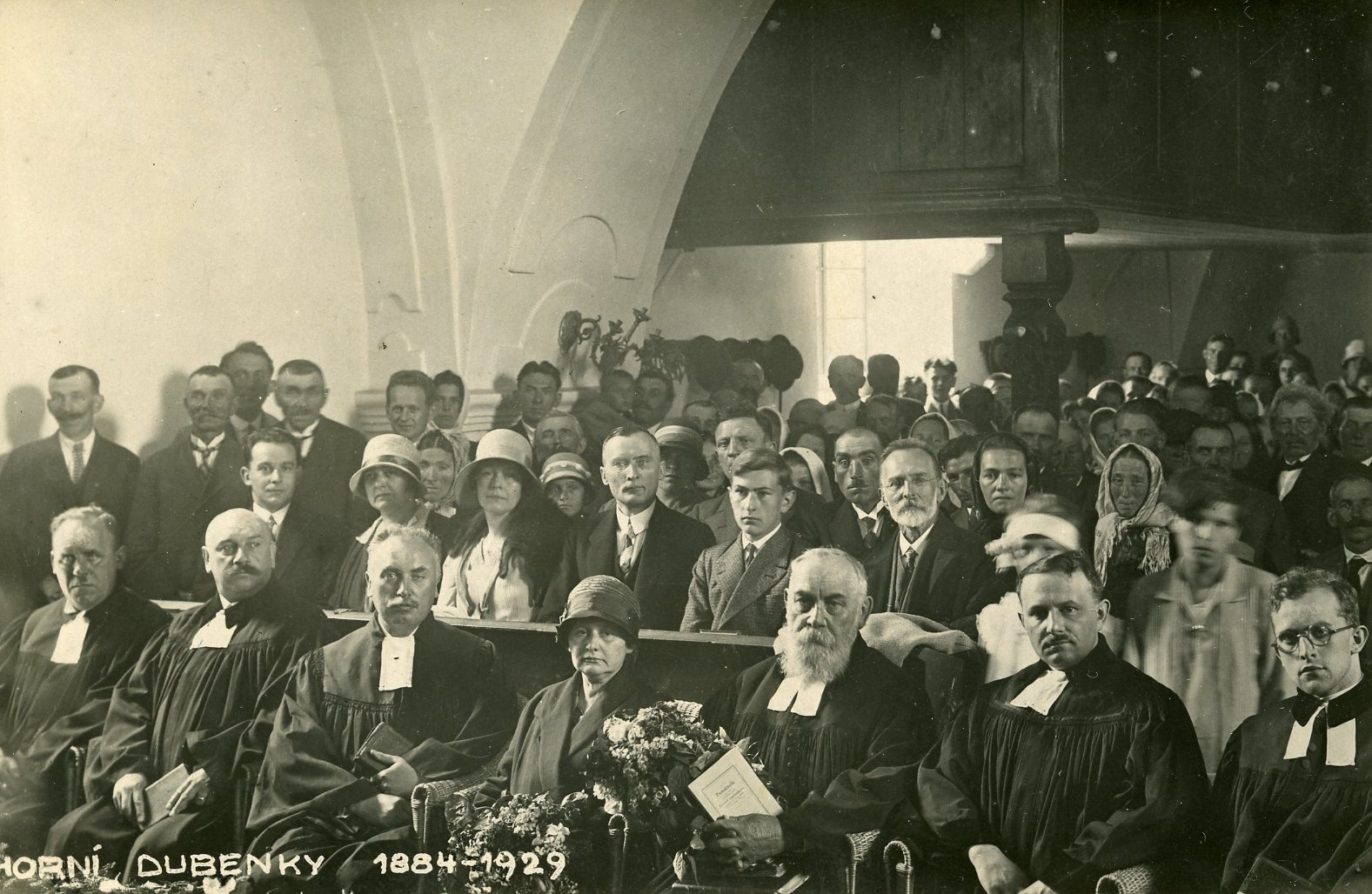
Shromáždění v kostele v Horních Dubenkách při odchodu Pavla Ferdinanda Lanštjáka do výslužby, 1929.

Pavel Ferdinand Lanštják (8. července 1856 Horní Zelenice – 21. června 1935 Horní Dubenky) byl evangelický farář na přelomu 19. a 20. století v Horních Dubenkách v okrese Jihlava v kraji Vysočina. Zasloužil se o založení nových evangelických stanic, o vznik Pomníku padlým vojínům husitským v Horních Dubenkách. Získal císařské vyznamenání zlatý Záslužný kříž s korunou.

## Život
Pavel Ferdinand Lanštják se narodil 8. července 1856 v Horních Zelenicích u Trnavy na Slovensku, kde byl farářem jeho otec Ondřej Hořislav Lanštiak (2. prosince 1821 – 25. července 1909), který pocházel z Palúdzky u Liptovského Mikuláše na Slovensku, byl vikářem faráře básníka Jana Kollára. Jeho matka Terezie roz. Kutálková (1823–1910), pocházela ze Sobotiště. Starší jeho bratr Ludevít (1852–1907) byl též farářem a dvě jeho sestry Ludmila a Leontýna se provdaly za slovenské ev. učitele.
Na Slovensku od roku 1878 byl vikářem u svého otce, později se stal vikářem v Brezové. Roku 1883 uspořádal na Slovensku sbírku na obnovu Národního divadla v Praze, které v roce 1881 vyhořelo. Na Slovensku to bylo bráno jako velezrada, a tím se rozplynuly všechny jeho naděje, že se na Slovensku stane farářem. Po pětiletém působení ve funkci vikáře se začal učit lužickosrbsky, předpokládal, že odejde vykonávat službu do Lužice (Srbsko). Na podzim roku 1883 přišla zpráva, že se uvolnilo farářské místo ve farním sboru v Horních Dubenkách (Česko), kde byl též jednohlasně zvolen farářem v roce 1883.
Rakouským státním občanem se stal na základě složení rakouské přísahy 3. září 1884 v Dačicích. Slovenské jméno Lanštiak si změnil na počeštěné Lanštják. Obdržením dekretu ze dne 24. září 1884 byla potvrzena jeho volba za faráře.
Od roku 1884 až do roku 1929, vykonával službu ve sboru v Horních Dubenkách. Během jeho působení byla postavena nová evangelická škola, přistaven přístavek k faře, rozšířil se hřbitov, byla provedena větší stavební úprava kostela. Založil Evangelickou Matici, Spořitelní a záloženský spolek, nadaci pro chudé školní děti i Spolek pro zbudování pomníku v lese. Založil nové kazatelské stanice, kam pravidelně docházel: roku 1893 v Počátkách, 1895 v Zahrádkách, 1900 v Jindřichově Hradci, 1921 v Kardašově Řečici a v Třešti. Od roku 1885 zahájil vyučování náboženství ve školách, což se dříve nekonalo.
Koncem roku 1923 projevil farář přání odejít do výslužby. Po několika měsících jednání, sborové shromáždění požádalo faráře, aby setrval v úřadě, nakonec tomu bylo až do 30. června 1929. Zemřel 21. června 1935 v Horních Dubenkách, kde je pochován na tamním hřbitově.

### Rodina
Za manželku si roku 1888 vzal Miladu roz. Pospíšilovou (28. července 1871 – 24. září 1972) dceru faráře Kristiana Pospíšila z Humpolce. S ní měl pět dětí. Kristiana Pavla Lanštjáka (1892–1986), jenž se stal po vzoru otce farářem, Miladu (* 1889) provdanou za Bohumíra Janatu (ředitel papíren ve Wulkých Žďarech), Martu provd. Lány (1894–1987), jež zůstala žít celý život v H. Dubenkách v jejich rodném domě č. 107, Bohumila Karla Lanštjáka (1896–1983), který byl roku 1936 jmenován prezidentem republiky Dr. Edvardem Benešem předsedou senátu nejvyššího soudu Československa a Timotea (* 1902), který zemřel krátce po narození,.

### Vyznamenání
20. dubna 1913 obdržel za záslužnou činnost v církvi císařské vyznamenání zlatý Záslužný kříž s korunou. Ten byl společně s dalšími cennostmi odevzdán 10. února 1920 do zlatého pokladu Československé republiky.